# Cydista
Cydista Miers,  es un género de plantas de la familia Bignoniaceae que tiene 22 especies de árboles.

## Descripción
Son bejucos, con las ramitas teretes a tetragonales, sin campos glandulares interpeciolares, pseudoestípulas foliáceas o ausentes. Hojas mayormente 2-folioladas, a veces con 1 zarcillo simple. Inflorescencia en forma de un racimo axilar o terminal o una panícula de pocas flores; cáliz cupular, truncado o irregular y levemente bilabiado; corola blanca a rojo purpúrea, tubular-infundibuliforme, algo lepidota y a veces inconspicuamente puberulenta por fuera; tecas divaricadas; ovario angostamente cilíndrico, lepidoto o ligeramente puberulento; disco ausente. Cápsula linear a angostamente oblonga, comprimida paralela al septo, la línea central no evidente; semillas planas, 2-aladas, alas delgadas, cafés.

## Taxonomía
El género fue descrito por John Miers  y publicado en Proceedings of the Royal Horticultural Society of London 3: 191. 1863. La especie tipo es: Cydista aequinoctialis (L.) Miers. 

## Especies más importantes
| - Cydista amoena - Cydista analoga - Cydista aequinoctialis - Cydista blanda - Cydista bracteomana - Cydista decora - Cydista difficilis - Cydista diversifolia - Cydista eximia - Cydista heterophylla - Cydista incarnata | - Cydista lilacina - Cydista magnifica - Cydista picta - Cydista potosina - Cydista praepensa - Cydista pubescens - Cydista rubicunda - Cydista sarmentosa - Cydista seemanni - Cydista spectabilis - Cydista vargasiana |